# Macusima
Macusima (松島)  egy szigetcsoport  Japánban, Mijagi prefektúrában. Körülbelül 260 kisebb szigetből (島; Hepburn: shima) áll, amelyet fenyők (松; Hepburn: matsu) borítanak  - erről kapva nevét - és Japán három leghíresebb látványképe közé sorolják.
A közelben található még a kulturális örökségként számon tartott Zuigan-dzsi, Encu-in, Kanranten, valamint a Szatohama kagylódomb.

## Látványképek
Macusimán négy jól ismert hely is van, ahonnan megcsodálhatjuk a sziget nyújtotta látványt. Ezek a „Fenséges látvány” (壮観; Hepburn: sōkan), „Gyönyörű látvány” (麗観; Hepburn: reikan)  „Elragadó látvány” (幽観; Hepburn: yūkan) és a „Nagyszerű látvány” (偉観; Hepburn: ikan).
Sétahajókról az odalátogatók közelről is megtekinthetik a szigeteket.

## Galéria

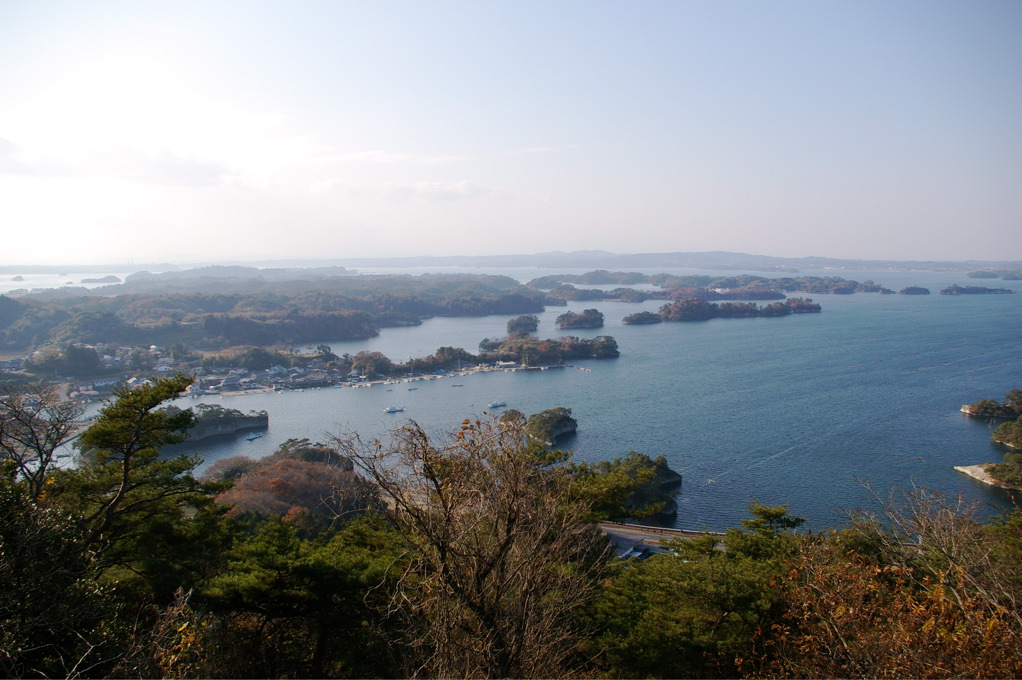
„Sōkan”: A látvány Otakamoriból
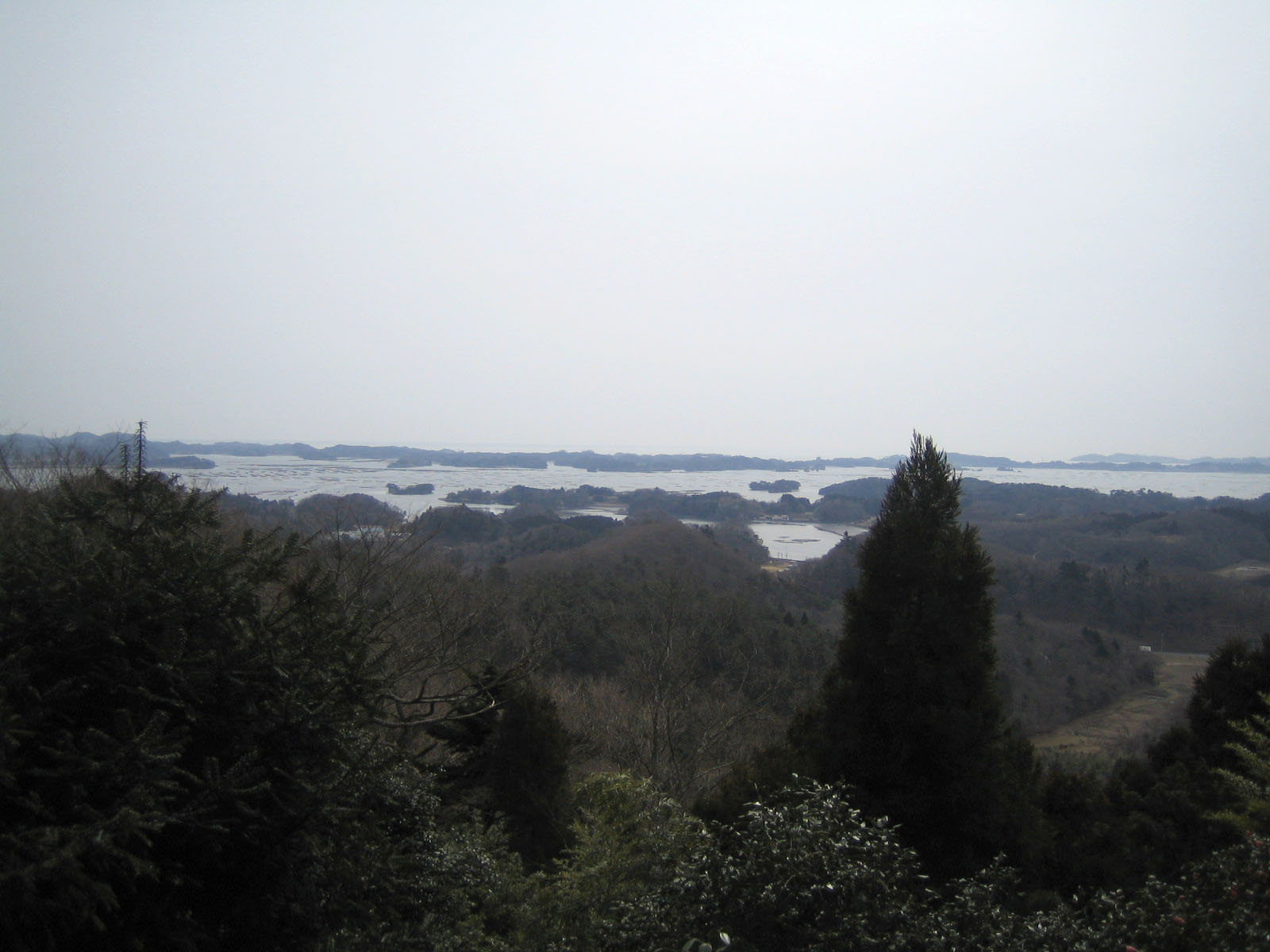
„Reikan”: A látvány Tomijama hegyről
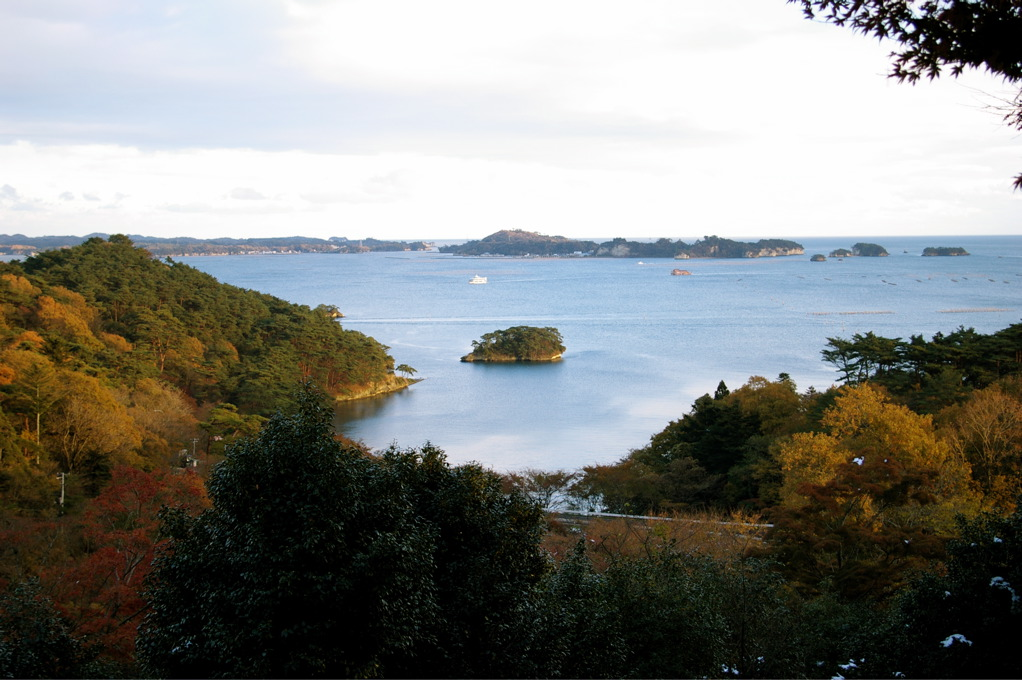
„Yūkan”: A látvány Ogidaniból
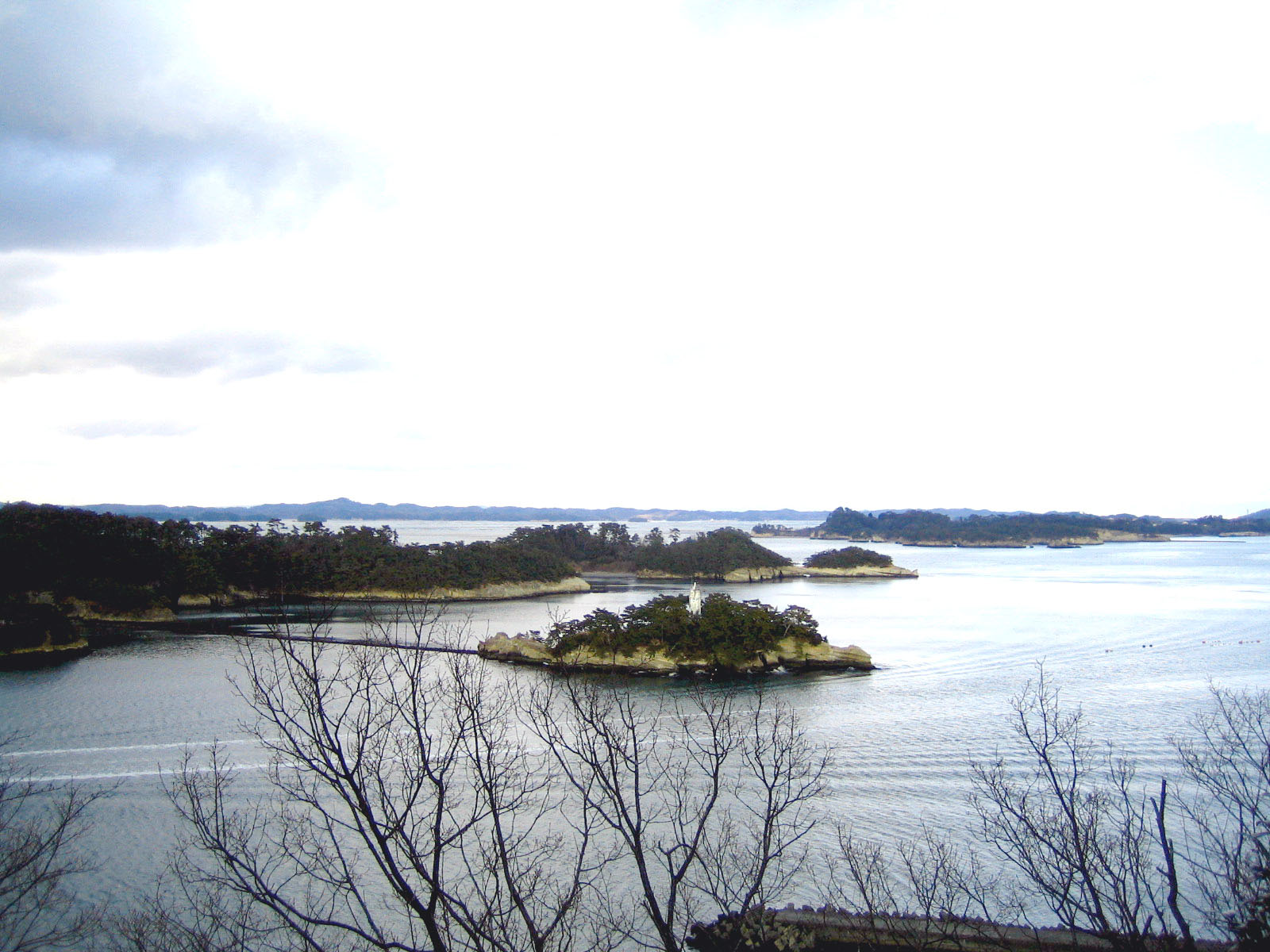
„Ikan”: A látvány Tamonszanból
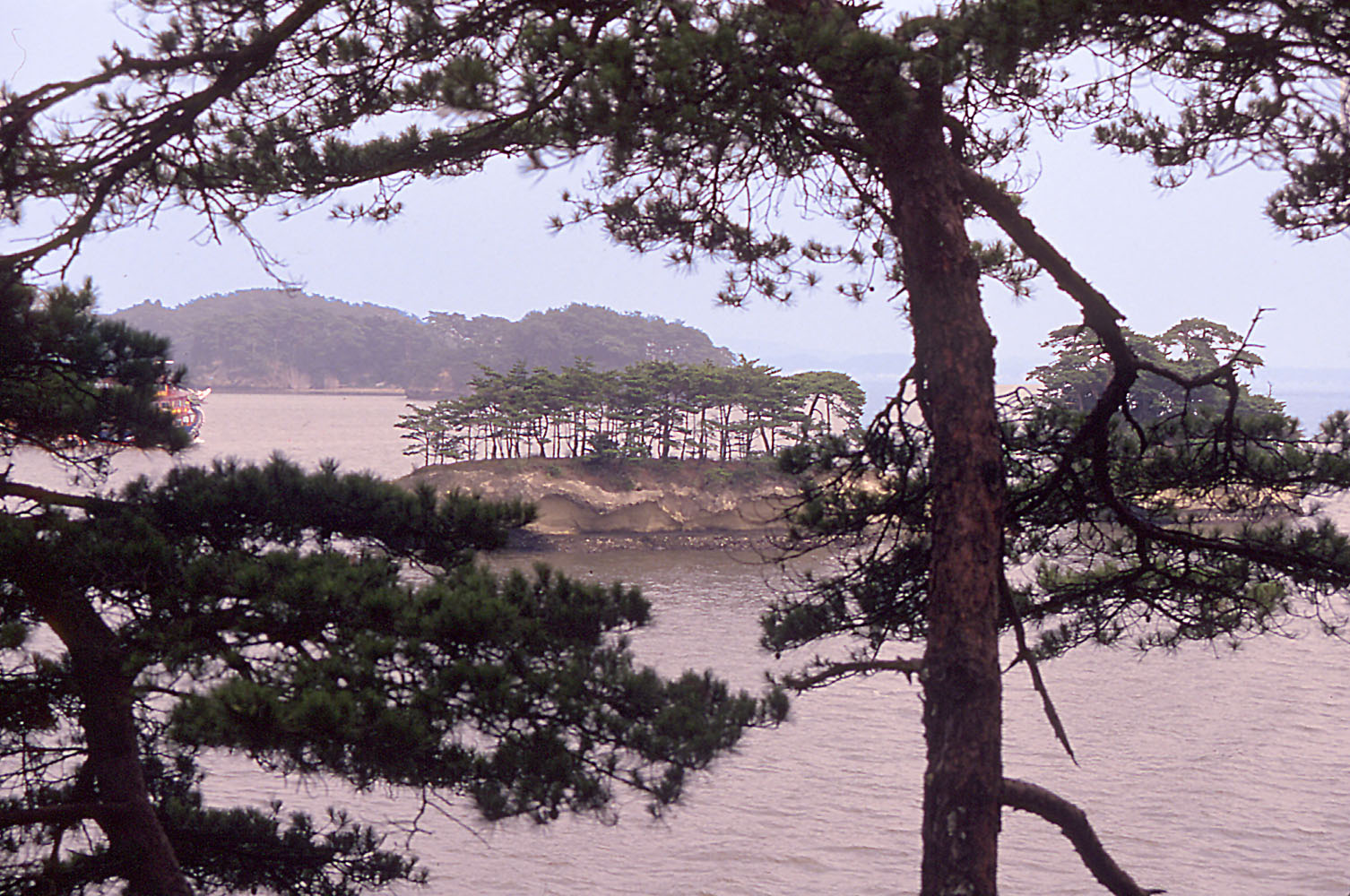
Macusima egyik szigete
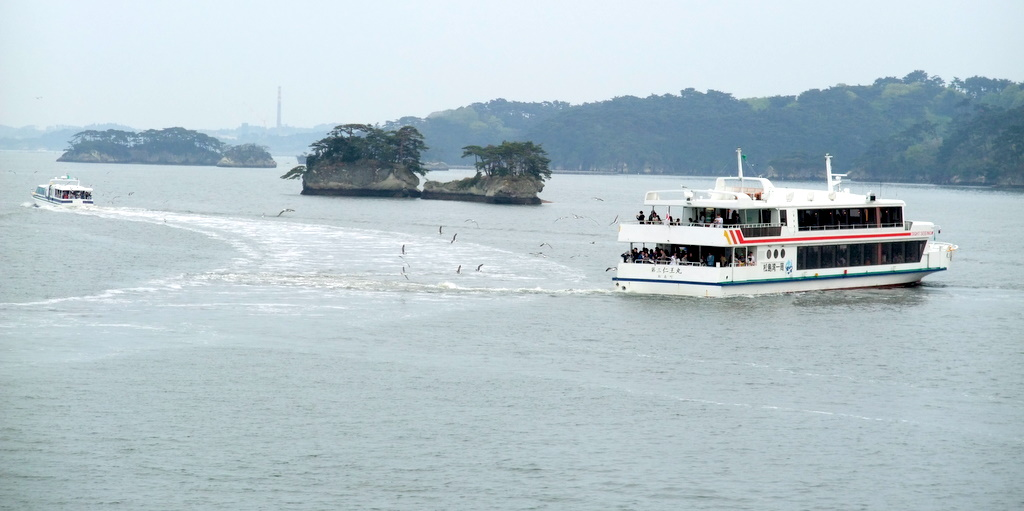
A látvány Godaidoról
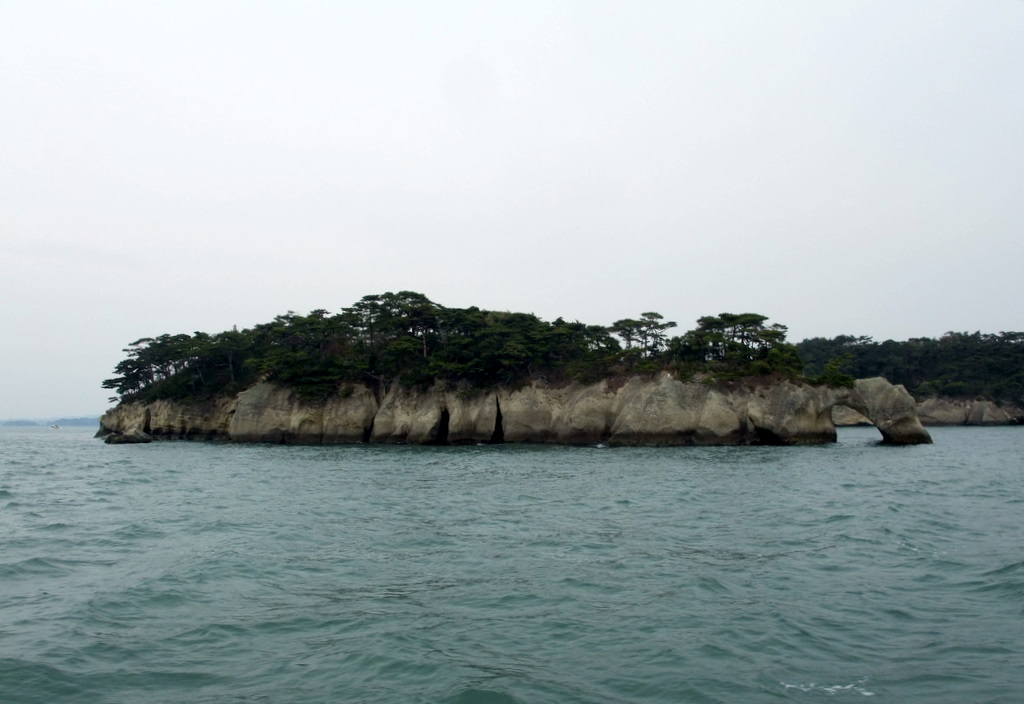
Komonedzsima
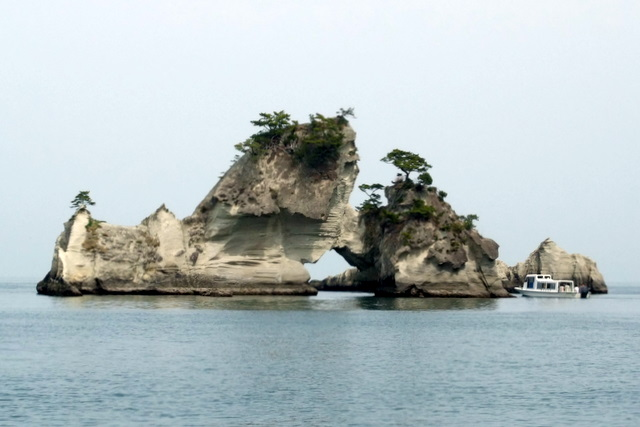
Miszagodzsima
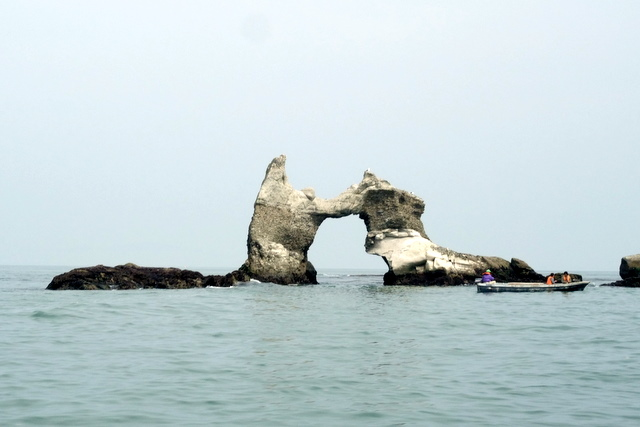
Takasima, ami Meganedzsima néven is ismert
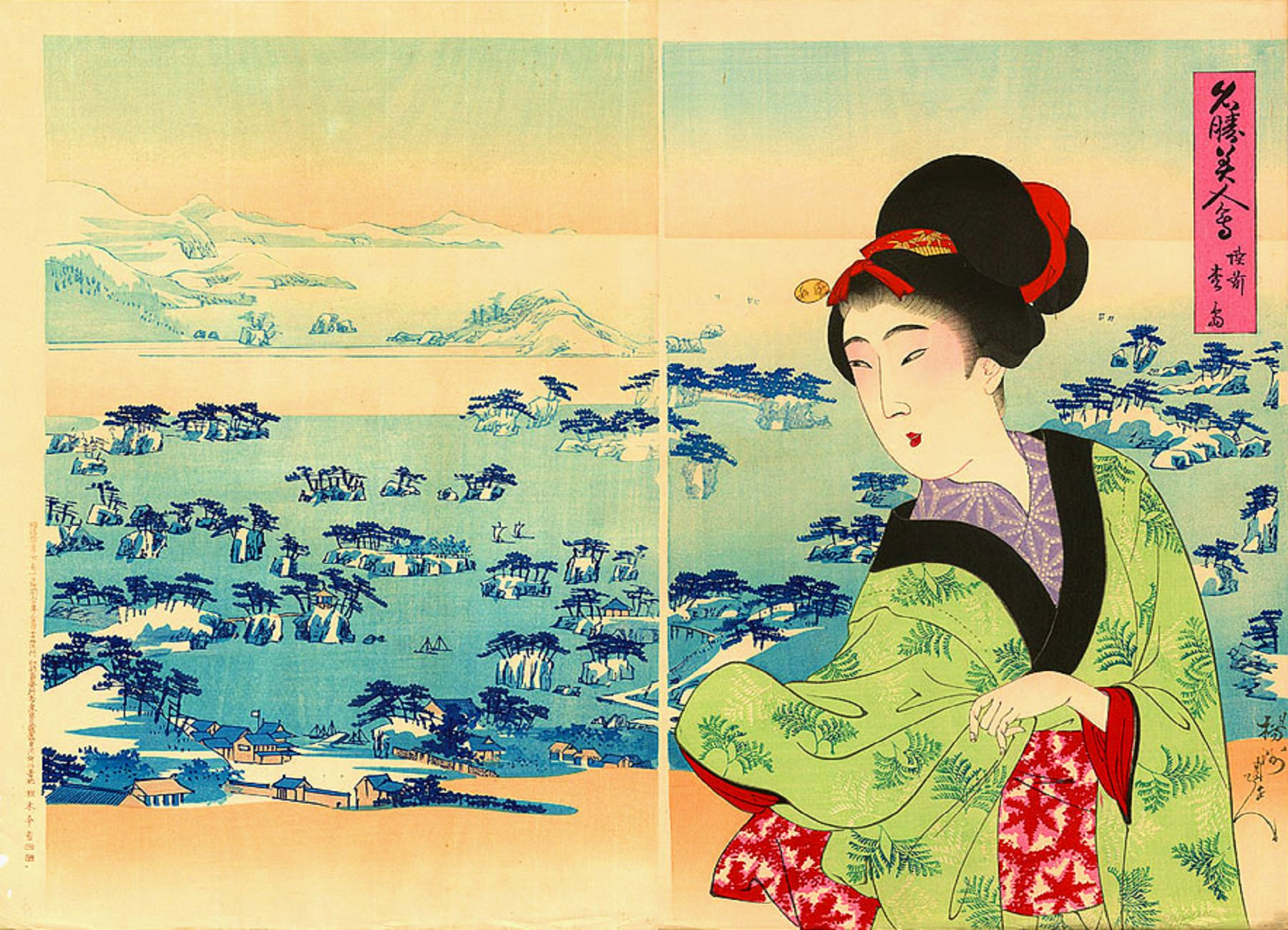
„Macusima festői látképe”. Ukijo-e, Jósú Csikanobu alkotása

## Közlekedés
A város nem messze helyezkedik el (kb. 30 perc, 14 km) a prefektúra fővárosától, Szendaitól, és könnyen elérhető vonattal. 
Macusima-Kaigan állomás közel van az olyan látványosságokhoz, mint például a Zuigan-dzsi és a vízpart. 
Macusima állomás a másik vonalon a város ellenkező oldalán van.

## A 2011-es Tóhokut érintő földrengés
A 2011-es Tóhokut érintő földrengés és cunami közelsége ellenére Macusimát a térség szigetei megvédték, így viszonylag csak kisebb károsodást szenvedett.
A cunami kezdetben 3,2 méter magas volt majd a második hullámmal 3,8 méterre növekedett.
Az elektromosság március 18-ra, a víz teljesen április 16-ra, a Szenszeki vasútvonal Takagimacsi állomás és Szendai között pedig május 28-ra lett helyreállítva.
Mindazonáltal meg lett erősítve, hogy 3 ember az utórengések következtében, 18 pedig a városból való menekülés közben életét vesztette.

## Fordítás
Ez a szócikk részben vagy egészben  a   Matsushima című angol Wikipédia-szócikk fordításán alapul.  Az eredeti cikk szerkesztőit annak laptörténete sorolja fel. Ez a jelzés csupán a megfogalmazás eredetét és a szerzői jogokat jelzi, nem szolgál a cikkben szereplő információk forrásmegjelöléseként.